# 精華学園高等学校
精華学園高等学校（せいかがくえんこうとうがっこう）は、山口県山口市にある私立の広域通信制高等学校である。設立者は学校法人山口精華学園。

## 概観
山口県に本拠を置く学校としては初となる広域通信制高等学校として2009年に開校した。当初は宇部市立吉部小学校旧校舎（同小学校は廃校となった楠町立吉部中学校旧校舎に移転）を本校舎としていたが、現在は山口県山口市に新たに本校舎を新設している。本校舎の他に宇部市松島町の山口宇部校を中心に全国に約50箇所の学習センターを構え（同校では「校舎」と称している。多くは全国のオフィスビルの1フロアを借りる形）、それぞれの校舎で入学から卒業までが可能となっている。

## カリキュラム
通信教育による自宅学習と、スクーリング（面接指導）の併用で授業が行われる。前期・後期の2学期単位制で、新入生を4月と10月に、転入・編入は随時入学を受け入れている。自宅学習時のレポートの提出は各教科2 - 12枚程度。

## コース
山口本校では2014年度新入生から、在籍中に最低2コースに参加することが義務づけられた。
ここでは特記があるもの以外、山口本校のコースについて紹介する。
なお、山口本校のコース以外にも、各校舎ごとに様々な特色あるコースが用意されている。
- 英語コース（山口本校・山口宇部校）
- 情報コース（山口本校）
- 建設技能コース（山口宇部校）
- 美大・芸大コース（山口本校）
- 進学個別指導コース（山口本校・山口宇部校）
- イラストコース（山口本校）
- 声優コース（山口本校）

## 校舎

### 北海道・東北地方
- 北海道
  - 函館校
  - 札幌校

### 関東・信越地方
- 栃木県
  - 栃木校
- 埼玉県
  - 上尾校
- 千葉県
  - 千葉校日本サーフアカデミー高等部
  - 千葉南校
  - 長南茂原校
- 東京都
  - 町田校
  - 探究アカデミー東京校
  - 東京ボイス新宿校
  - 東京ボイス池袋校
  - 東京芸術学部校
- 神奈川県
  - 神奈川校日本サーフアカデミー高等部
- 新潟県
  - 新潟校
  - 三条校
  - 新潟中央校

### 東海地方
- 静岡県
  - 掛川校
  - 清水校
  - 沼津校
- 愛知県
  - 豊橋校
  - 名古屋ドーム南校
  - 名古屋駅前校
  - 岐阜県
  - 多治見校
  - 岐阜校
  - 岐阜中央校

### 近畿地方
- 大阪府
  - 大阪東校
  - 大阪南校
- 兵庫県
  - 神戸長田校
  - 神戸駅前校
  - 姫路校
- 和歌山県
  - 和歌山校

### 中国・四国地方
- 山口県
  - 山口大内学習センター
  - 山口宇部校
  - 周南校
  - LAN学習センター
- 岡山県
  - 岡山校
- 徳島県
  - 徳島校
- 広島県
  - 広島校
  - 東広島校
- 島根県
  - 島根校
- 愛媛県
  - 愛媛宇和校

### 九州・沖縄地方
- 福岡県
  - 福岡中央校 　[福岡市南区野間1-11-25-２F]
  - 北九州校　[北九州市小倉北区鍛冶町1丁目2-16 米原ビル4F]
  - 古賀校　[古賀市駅東2-1-13]
  - 福岡東校　[福岡県福岡市東区千早5-21-8　鶴石ビル2階]　校舎長：島野廣紀
  - 久留米校　[福岡県久留米市東町5-13]
- 大分県
  - 大分校
- 沖縄県
  - 沖縄校夢咲学園
  - 浦添校

## 交通等
- JR山陽新幹線・山陽本線・山口線・宇部線 新山口駅から徒歩10分（新幹線口側）